# Torymus curticauda
Torymus curticauda är en stekelart som beskrevs av Graham och Gijswijt 1998. Torymus curticauda ingår i släktet Torymus och familjen gallglanssteklar. Arten är reproducerande i Sverige. Inga underarter finns listade i Catalogue of Life.